# Germaine Darreau
Germaine Darreau, född 23 augusti 1906 i Bailleau-Armenonville, departementet Eure-et-Loir, död 28 augusti 1993 i Paris, var en fransk friidrottare med löpgrenar som huvudgren. Darreau var världsrekordhållare och blev medaljör vid den första ordinarie Damolympiaden i augusti 1922 och var en pionjär inom damidrott.

## Biografi
Germaine Darreau föddes 1906 (med sin tvillingsyster Andrée Darreau) i Bailleau-Armenonville i regionen Centre-Val de Loire i norra Frankrike. I ungdomstiden blev hon intresserad av friidrott och gick senare med i damidrottsföreningen "Fémina Sport" (grundad 1912) i Paris. Hon tävlade för klubben under hela sin aktiva idrottskarriär och specialiserade sig på kortdistanslöpning 80–250 meter och häcklöpning 65–83 meter men tävlade även i längdhopp. 
1921 deltog hon i sina första franska mästerskapen (Championnats de France d'Athlétisme – CFA) då hon tog bronsmedalj i längdhopp vid tävlingar 3 juli på Stade Pershing i Paris.
1922 deltog Darreau vid de andra Monte Carlospelen där hon tog bronsmedalj i stafettlöpning 4 x 175 m (i laget Fédération des Sociétés Françaises de Sport Féminin FSFSF med Cécile Maugars, Germaine Darreau som andre löpare, Thérèse Brulé och Thérèse Renaut). Hon tävlade även i löpning 60 m, stafett 4x75 m dock utan att nå medaljplats. Vid de franska mästerskapen 25 juni på Stade du Métropolitan Club Colombes tog hon silvermedalj i löpning 250 m. Senare samma år deltog hon vid den första ordinarie damolympiaden den 20 augusti i Paris. Under idrottsspelen vann hon bronsmedalj i löpning 300 meter.
1923 deltog hon åter vid Monte Carlospelen, hon tävlade i löpning 250 m men blev utslagen under kvaltävlingarna. Hon tävlade även vid de franska mästerskapen 15 juli på Stade Elite piste i Bourges där hon slutade på en fjärdeplats i löpning 250 meter.
1924 deltog Darreau vid Damolympiaden 1924 den 4 augusti på Stamford Bridge i London. Under idrottsspelen vann hon silvermedalj i stafettlöpning 4 x 220 yards (med Marguerite Radideau, Georgette Gagneux, Andrée Darreau och Germaine Darreau som fjärde löpare). Hon tävlade även i löpning 250 meter. Vid de franska mästerskapen tog hon silvermedalj i löpning 250 meter (efter sin syster) vid tävlingar den 14 juli på Pershingstadium i Paris.
Den 20 juni 1926 satte hon världsrekord i stafettlöpning 10 x 100 meter (med bl a Germaine Darreau som 6.e löpare) med tiden 2:19,6 minuter vid klubbtävlingar i Paris. 
Senare drog Darreau sig tillbaka från tävlingslivet, hon dog 1993 i Paris.